# Bulgan
Bulgan (Mongools: Булган) is een stad in Mongolië en het bestuurlijk centrum van de ajmag Bulgan. De stad heeft een bevolking van ongeveer 12.000 inwoners en bestaat al duizenden jaren als bewoonde plaats. Hoewel de stad aanvankelijk een wat achtergebleven stad was, is dit de afgelopen jaren enigszins veranderd door de introductie van winkelcentra, filmhuizen en een nieuwe sport; Mini Dolf.